# 香南市立赤岡小学校
香南市立赤岡小学校（こうなんしりつ あかおかしょうがっこう）は、高知県香南市にある公立小学校。旧香美郡赤岡町唯一の小学校である。公立学校に進学する場合の進学先中学校は香南市立赤岡中学校。

## 沿革
- 1873年（明治6年）6月 - 赤岡町裏町の正副寺（廃寺）跡に赤岡学校を創立。
- 1889年（明治22年）4月 - 町村制施行により香美郡赤岡村が成立。
- 1899年（明治32年）2月 - 町制施行により赤岡村が赤岡町に改称。
- 1908年（明治41年）7月 - 赤岡第一尋常小学校に改称。
- 1911年（明治44年）5月 - 赤岡尋常小学校に改称。北町通りに分教場を設置。
- 1923年（大正12年）4月	- 分教場を本校に統合。
- 1937年（昭和12年）4月	- 講堂を新築。
- 1941年（昭和16年）4月	- 赤岡国民学校に改称。
- 1949年（昭和24年）4月	- 赤岡町立赤岡小学校に改称。
- 1965年（昭和40年）4月 - プールが竣工。
- 1965年（昭和40年）11月 - 校舎を新築。
- 1982年（昭和57年） - PTA全国表彰を受ける。第10回坂本教育文化賞を受賞。
- 1990年（平成2年）11月 - 福祉教育の功績で高知県知事表彰を受賞。
- 1994年（平成6年）2月 - 創立120周年記念式典を開催。
- 1996年（平成8年） - 第24回坂本教育文化賞を受賞。
- 2002年（平成14年）2月 - 校舎を新築。
- 2006年（平成18）3月 - 香南市の発足により赤岡町立赤岡小学校から香南市立赤岡小学校に改称。

上記は「赤岡小学校の歴史」より。

## 通学区域が隣接している学校
- 香南市立吉川小学校
- 香南市立野市小学校
- 香南市立野市東小学校
- 香南市立香我美小学校